# Pyramidella unifasciata
Pyramidella unifasciata är en snäckart som beskrevs av Forbes 1843. Pyramidella unifasciata ingår i släktet Pyramidella och familjen Pyramidellidae. Inga underarter finns listade i Catalogue of Life.